# نرینه‌ای‌تباران
نرینه‌ای‌تباران (Priapulida) یا استوانه‌ای‌ها شاخه‌ای از کرم‌های دریایی هستند که در گِل و لجن آب‌های کم‌عمق‌تر از ۹۰ متر زندگی کرده و از گِل و لجن‌ها تغذیه می‌کنند.
نرینه‌ای‌تباران شاخه‌ای از سلسلهٔ جانوران هستند با بدن استوانه‌ای که طول آنها معمولاً بین دوازده تا پانزده سانتی‌متر است، اما در برخی گونه‌ها به سی‌ونه سانتی‌متر هم می‌رسد؛ این جانوران غالباً حفار و صیاد هستند و از نرم‌تنان تغذیه می‌کنند و به‌طور عمودی در کف لجن قرار می‌گیرند.